# Chrysostomos (Pitsis)
Chrysostomos (světským jménem: Nikolaos Pitsis; * 31. března 1967, Kós) je řecký pravoslavný duchovní, arcibiskup a metropolita Symi.

## Život
Narodil se 31. března 1967 na ostrově Kós.
Roku 1981 byl zapsán na Athoské lyceum v Karyés. Následně studoval teologické fakultě Athénské univerzity. Náš svátek Zvěstování roku 1985 byl v monastýru Stavronikita na Hoře Athos postřižen archimandritou Vasileiosem (Gontikakisem) postřižen na monacha.
Dne 8. dubna 1991 byl biskupem z Rhædestu Chrysostomem (Anagnostopoulosem) rukopoložen na hierodiakona.
Dne 25. září 1995 byl metropolitou Sebastei Dimitriosem (Kommatasem) rukopoložen na jeromonacha.
Roku 1998 se vrátil do své vlasti a působil prvně ve farnosti svatého apoštola Pavla a poté od roku 2004 ve farnosti Svaté Paraskevy na ostrově Symi.
Dne 7. února 2018 jej Svatý synod Konstantinopolského patriarchátu zvolil metropolitou Symi.
Dne 11. února 2018 proběhla v chrámu svatého Jiří v Istanbulu jeho biskupská chirotonie. Světiteli byli patriarcha Bartoloměj I., metropolita Sebastei Dimitrios (Kommatas), Metropolita Rhodu Kyrillos (Kogerakis), metropolita Kósu Nathanail (Diakopanagiotis), metropolita Gallipoli Stefanos (Ntinidis), metropolita Prousy Elpidoforos (Lampryniadis), metropolita Ierapytnisu Kyrillos (Diamantakis).